# Гопалгандж (город, Индия)
Гопалгандж (англ. Gopalganj) — город в северо-западной части штата Бихар, Индия. Административный центр округа Гопалгандж.

## География
Абсолютная высота — 65 метров над уровнем моря.

## Население
По данным на 2013 год численность населения составляет 87 085 человек. По данным переписи 2001 года доля мужчин составляла 53 %, женщин — 47 %. Средний уровень грамотности на тот период составлял 63 % (70 % мужчин и 55 % женщин), что немногим выше среднего по стране показателя 59,5 %.
Динамика численности населения города по годам:
| 1991   | 2001   | 2013   |
| ------ | ------ | ------ |
| 35 522 | 54 449 | 87 085 |

## Экономика
В городе имеются предприятия по производству сахара; кроме того развита табачная промышленность.